# Ян Кшептовський
Сабала, Сабалик, Ян Кшептовський (пол. Jan Krzeptowski, Sabała, Sabalik; нар. 26 січня 1809, Косьцелісько — пом. 8 грудня 1894, Закопане, Австро-Угорщина) — польський поет, гуральський народний співак, оповідач і музикант, гірський провідник. Прізвище «Кшептовський» Ян взяв собі у зрілому віці. Ян, як і багато гуралі того часу, жив під прізвиськом «Сабала, Сабалик» і походив з гуральського роду Ґонсеница.

## Життєпис

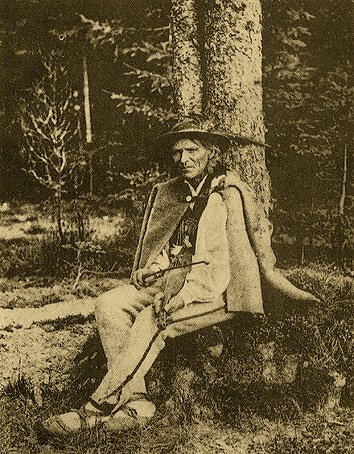

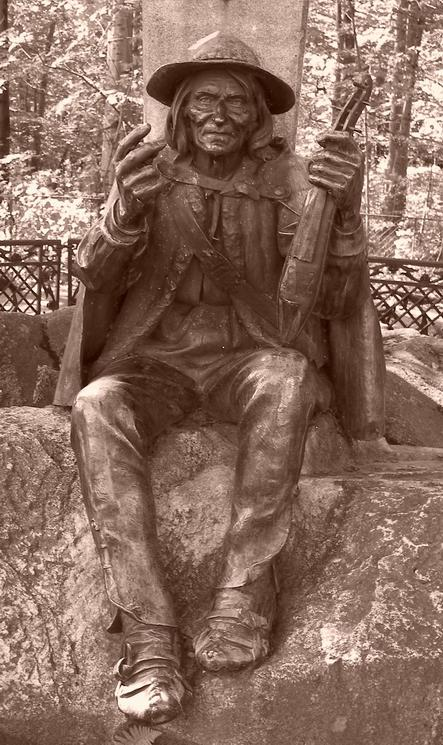
Пам'ятник Яну Кшептовському в Закопане

Ян Кшептовский народився 26 січня 1809 року в селі Косьцелісько (тепер Малопольське воєводство). В молодості Ян займався браконьєрством. Брав участь у Хохолувському повстанні, за що був засуджений австрійським судом та деякий час перебував в ув'язненні. Залишивши мисливський промисел, Ян став займатися музичною діяльністю і супроводжував туристів в Татрах. Супроводжував Титуса Халубинського в його краєзнавчих дослідженнях і допомагав художнику Станіславу Віткевичу в його мандрівках по горах. Станіслав Віткевич у своїх творах називав Яна Кшептовського «Гомером Татр».
Останні роки свого життя Ян Кшептовский проживав у Закопане в пансіонаті Ванди Лільпопової. Ян Кшептовський помер 8 грудня 1894 року і був похований на цвинтарі заслужених у Закопаному.

## Твори
Зі слів Яна Кшептовського були записані гуральські казки, байки та пісні, які популяризували Станіслав Віткевич і Генрик Сенкевич. Деякі твори Яна Кшептовського були видані окремими книгами:
- Bajki według opowiadań Jana Sabały Krzeptowskiego z Kościeliska, Bronisław Dembowski, 1892
- Sabała. Portret, życiorys, bajki, powiastki, piosnki, melodie, Andrzej Stopka Nazimek, 1897.

## Вшанування пам'ять
- У 1903 році Яну Кшептовському і Титусу Халубинському був поставлений пам'ятник на перетині вулиць Халубинського і Замойського,
- Ян Кшептовський згадувався у творах Генрика Сенкевича (Sabałowa bajka), Станіслава Віткевича (Na przełęczy), Казимежа Пшерви-Тетмаєра (Legenda Tatr), Владислава Оркана (Przez co Sabała omijał jarmark w Kieżmarku) і Ялю Курек (Księga Tatr).
- Іменем Яна Кшептовського названі вулиці в Закопане, Бидгощі, Кракові, Лодзі та Еленя-Гурі.